# Bezetting van Bergen

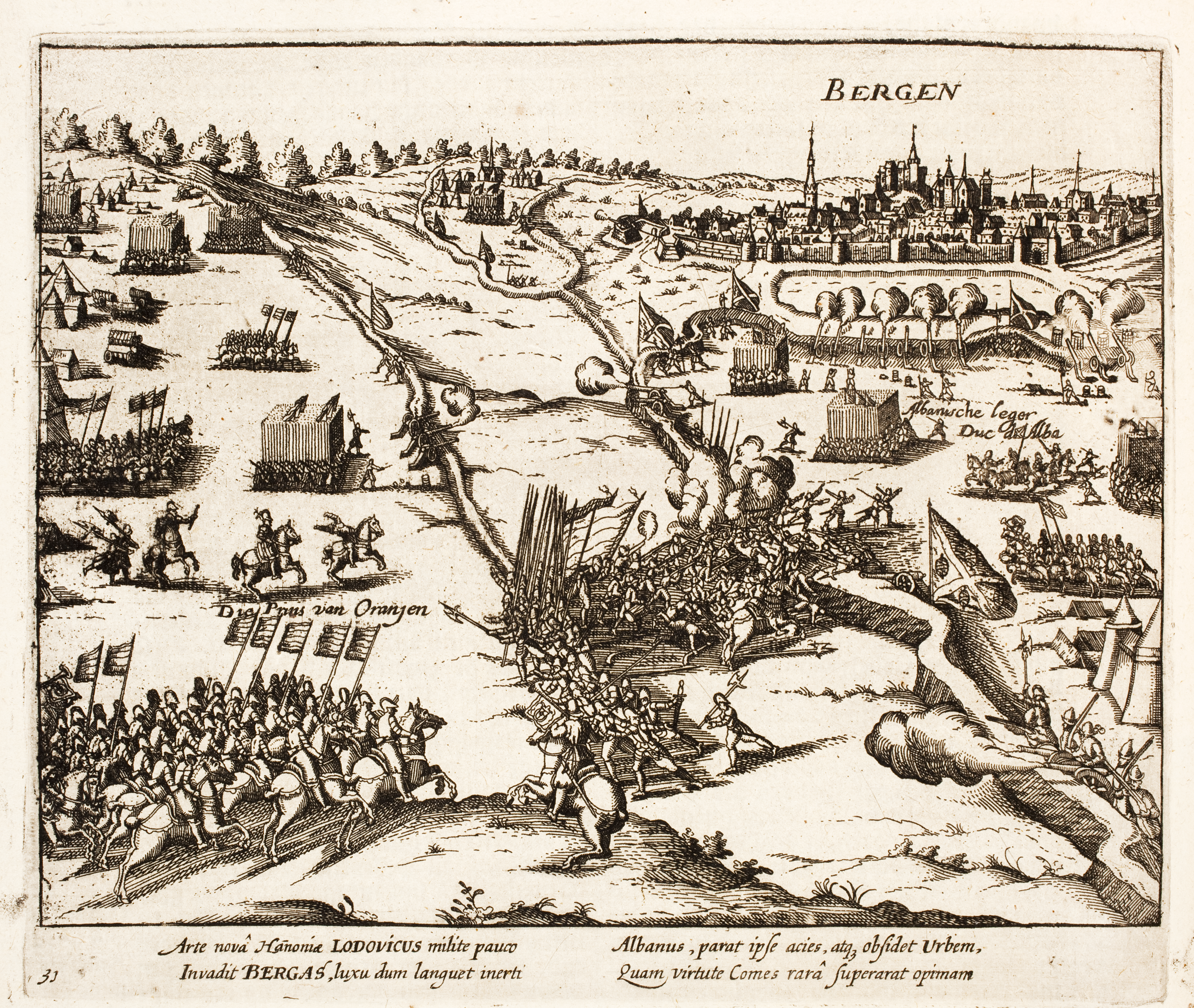
Beleg van Bergen door Alva, 1572. Bor Nederlantsche Oorloghen.

Tussen 24 mei en 19 september 1572 werd de Henegouwse hoofdstad Bergen bezet door Lodewijk van Nassau, de broer van Willem van Oranje. Dit was een belangrijke gebeurtenis aan het begin van de Tachtigjarige Oorlog, als onderdeel van de bezettingen van 1572. Na een beleg gaf Lodewijk de stad over aan landvoogd Alva en kreeg hij vrije aftocht.

## Aanleiding
Na de inname van Den Briel en de successen van de geuzen in het noorden besloten Willem van Oranje en zijn familie opnieuw een inval in de Spaanse Nederlanden te wagen. Lodewijk, die in Parijs hoge diplomatie aan het bedrijven was, zou Henegouwen binnenvallen vanuit Frankrijk, waarna hij versterking zou krijgen uit het zuiden en uit het oosten. 

## Inname
Vertrouwend op de verdere versterkingen uit Frankrijk, vertrok Lodewijk op 19 mei met een hugenotenlegertje uit Parijs om Henegouwen binnen te vallen. Op 23 mei veroverde hij Valenciennes. Dezelfde dag trok de dubbelspion Antoine Olivier met drie wagens met wijnvaten vol wapens naar Bergen. Olivier genoot het vertrouwen van de hertog van Alva, maar hij speelde belangrijke informatie door aan Lodewijk van Nassau.
Twaalf soldaten, vermomd als wijnkooplieden, wisten 's avonds Bergen binnen te komen. Ze deelden hun wapens uit aan de lokale calvinisten en overtuigden de poortwachter, geholpen door wat smeergeld, om vóór het ochtendgloren de poorten te openen, zogezegd om hun wijn tegen de zon te beschermen. Daarop kon Lodewijk met vijftig ruiters naar binnen komen. 'Orange, Orange, liberté, liberté', riepen zij, terwijl ze met hun geweren schoten om indruk te maken. De ontvangst door de bevolking op het marktplein was eerder koel. Verontrust over het wegblijven van de rest van de zijn troepen, zo'n 1.500 man, reed Lodewijk van Nassau met zijn ruiters de stad weer uit. Hij trof zijn leger aan vlakbij. Aan hun hoofd en met een voetknecht achterop reed hij de stad terug in. Zo werd Bergen op 24 mei ingenomen.
Het stadsbestuur, dat de avond voordien uitgebreid had gedineerd, schoot pas in actie toen de geuzen de straten al in handen hadden. Terwijl ze op het stadhuis vergaderden, werd de poort opengebroken. Lodewijk legde uit dat de rooms-katholieken niets te vrezen hadden en dat de strijd enkel was gericht tegen Alva. De schepenen weigerden echter mee te werken en werden afgezet. Burgers die niet toetraden tot het verdedigingsleger, moesten hun wapens inleveren. Hoewel de inkwartiering niet populair was onder de bevolking, trad Lodewijk gematigd op. De katholieke eredienst werd niet verboden en slachtoffers van incidenten probeerde hij te vergoeden. Toen een aantal burgers het koninklijk leger probeerden binnen te laten, werden ze opgesloten doch niet terechtgesteld.
Graaf Lodewijk probeerde de Staten van Henegouwen bijeen te roepen om op te staan tegen de 'onwettige' landvoogd Alva, maar de uitgenodigde steden antwoordden niet. Valenciennes kwam na enkele dagen weer in regeringshanden.

## Beleg
Van zodra Alva de bezetting van Bergen vernam, zond hij 4.000 soldaten onder leiding van zijn zoon Don Fadrique. Nog eens 16.000 soldaten werden uit het noorden op weg gestuurd. Drie dagen nadat Lodewijk Bergen bezet had, begonnen de Spanjaarden de belegering. Lodewijk en de zijnen waren sterk in de minderheid en rekenden op versterking van buitenaf. Maar de zaken liepen niet zoals ze hoopten.

### Slag bij Saint-Ghislain
Het leger van 7.000 hugenoten dat ter hulp kwam uit Frankrijk, werd op 17 juli verslagen in de Slag bij Saint-Ghislain. Lodewijk had hen een boodschapper gestuurd om tot wachten aan te manen, maar ze waren toch opgerukt. Hun leider Jean de Hangest, heer van Genlis, werd gewurgd en de vluchtelingen werden opgehangen of verdronken. Ook de geuzenadmiraal Adrien de Bergues, heer van Dolhain, sneuvelde.

### De Bartholomeusnacht
De hoop ontzet te worden werd nog kleiner, toen het verbond tussen de protestanten onder Gaspard de Coligny en het (katholieke) Franse hof mislukte. Lodewijk had sterk bijgedragen aan dit verbond door zijn betrokkenheid in de huwelijksonderhandelingen tussen Margaretha, zus van koning Karel IX van Frankrijk, en de hugenotenvoorman Hendrik van Navarra. Hoewel het huwelijk werd ingezegend op 18 augustus, besloot het Franse hof toch de katholieke kant te kiezen, vanwege de dreiging van een burgeroorlog. In de nacht van 23 op 24 augustus (de Bartholomeusnacht) werden duizenden hugenoten uitgemoord door Franse soldaten in Parijs en later elders in Frankrijk. De hugenoten waren hierdoor een grote slag toegebracht en konden de rebellen in de Zuidelijke Nederlanden niet meer te hulp komen.

### Ontzetting door Oranje gefnuikt
Willem van Oranje was op doorreis met zijn leger in Leuven toen hij over de Bloedbruiloft hoorde. Lodewijk van Nassau was zo verontwaardigd over de moordpartij dat hij Alva voorstelde samen de Franse koning aan te vallen, maar dit werd afgewezen. Willem van Oranje besloot zijn prille veroveringen in Brabant niet te consolideren en een poging te doen zijn broer te bevrijden, die al meer dan twee maanden vast zat in de stad. Alva kwam op 27 augustus toe en nam de leiding over een belegeringsmacht van 70.000 man. Hij liet zijn ingenieur Chiappino Vitelli een innovatieve circumvallatielinie aanleggen om zich teweer te stellen tegen Oranje. Deze verscheen op 8 september aan de horizon en liet zijn doodzieke broer met kanonvuur weten dat de ontzettingsmacht was aangekomen. Hij hoopte op een allesbeslissende veldslag, maar Alva behield zijn voordeel en hield het bij prikacties. Nadat een eerste bestorming was afgeslagen en vooral de prinselijke ruiterij had geleden, bouwde Oranje een kamp op ten zuidoosten van Bergen. In de nacht van 11 september werd het overvallen door een camisado van de Spanjaarden. Gewaarschuwd door zijn hondje Pompey kon Oranje zich net op tijd uit de voeten maken op een gereedstaand paard. Tientallen anderen lieten het leven. De volgende dag liet hij zijn leger terugtrekken. Filips van Marnix werd door de Spaanse linies gestuurd om Lodewijk op de hoogde te brengen van het vertrek.

### Overgave
Op 19 september gaf de zieke Lodewijk zich over, nadat hij garanties op een vrije aftocht met zijn troepen had bekomen. Volgens Martin de Mil bleef Bergen vooral gespaard omdat veel officieren uit het regeringsleger er bezittingen hadden. De partijen wisselden gijzelaars uit. Het vertrek van Lodewijk, diens soldaten en de calvinisten vond plaats op 21 september onder bescherming van stadhouder Filips van Noircarmes. Ze hadden moeten zweren geen wapens meer op te nemen tegen de koning, maar weinigen zouden zich daaraan houden. De prins van Oranje en zijn broer zagen elkaar begin oktober 1572 weer in Roermond. Het hugenotenleger keerde terug naar Frankrijk, maar werd voorbij de grens in Sedan opgewacht en vernietigd door hertog Eleonor van Longueville in opdracht van koning Karel IX. Op 22 september maakten Alva en Don Fadrique hun triomfantelijke intrede in Bergen. Bijna honderd lokale opstandelingen werden aangehouden en 44 van hen werden in de volgende dagen terechtgesteld.

## Bron
- Lodewijk van Nassau, belangrijke leider van de Opstand